# لي تومسون (عداء سريع)
لي تومسون (بالإنجليزية: Lee Thompson)‏ هو عداء سريع بريطاني، ولد في 5 مارس 1997.

## وصلات خارجية
- لي تومسون على موقع الاتحاد الدولي لألعاب القوى (الإنجليزية)
- لي تومسون على موقع اللجنة الأولمبية الدولية (الإنجليزية)
- لي تومسون على موقع أوليمبيديا (الإنجليزية)
- لي تومسون على موقع اللجنة الأولمبية البريطانية (الإنجليزية)